# Ferdinand de Lesseps
Ferdinand-Marie de Lesseps i Crevinyi, vescomte de Lesseps (Versalles (França), 19 de novembre de 1805 – La Chênaie, prop de Guilly (Indre) (França), 7 de desembre de 1894) va ser un diplomàtic i empresari francès.
Provinent d'una família també de diplomàtics, va iniciar-se de jove en la professió, fet que el va portar a treballar en diferents missions a Europa i Àfrica. Durant els primers anys de la seva carrera va ser destinat a Egipte on va ostentar diversos càrrecs diplomàtics a Alexandria i El Caire. Posteriorment fou cònsol a Barcelona (1842-48) i ambaixador a Madrid (1848-49). De la seva estada a Barcelona se'n conserva un bon record degut a la seva mediació durant el bombardeig de 1842, motiu pel qual anys després se li dedicaria una plaça.
Després d'una controvertida missió a Roma, que va provocar la fi de la seva carrera diplomàtica, i amb l'ajut de diversos contactes polítics i empresarials, va liderar el projecte de construcció del Canal de Suez que enllaçaria el Mar Mediterrani i el Mar Roig. Malgrat una sèrie d'entrebancs, l'empresa va comptar amb el suport de les elits polítiques tant d'Egipte com de França i el projecte va ser inaugurat el 1869.
Després de l'èxit que va representar la construcció del canal de Suez, va gaudir d'un gran respecte i influència entre la societat francesa i europea de l'època, i va rebre diverses condecoracions. Va esdevenir membre, entre d'altres, de l'Acadèmia de les Ciències Francesa. Durant un temps va replantejar-se de tornar a la política però finalment el 1879 convocà una cimera per estudiar la viabilitat de construir el Canal de Panamà, per unir els oceans Atlàntic i Pacífic i creà una societat que en va começar la construcció durant la següent dècada. No obstant això, diversos problemes tècnics i financers, així com la pressió de governs estrangers, van fer que la companyia fos liquidada el 1889, el que va provocar un gran rebombori i un fort descrèdit personal. Juntament amb el seu fill i diversos empresaris i polítics foren jutjats i condemnats en el que es coneixeria com l'Escàndol de Panamà.
Moriria a casa seva a La Chênaie el 1894 a l'edat de 89 anys. El seu llegat, en forma de les dues grans infraestructures que projectà i ajudà a construir, té encara una gran rellevància en el món actual.

## Família i primers anys
La seva família, d'origen escocès, es va establir a la Gascunya a final del segle xiv, quan era sota l'ocupació anglesa. Un dels seus besavis va ser secretari de la reina consort Marianna del Palatinat-Neuburg. Des de mitjan segle xviii la família es dedicava tradicionalment a la diplomàcia. El seu oncle, Barthélemy de Lesseps, va participar en l'expedició del comte Jean-François de La Pérouse a través de l'oceà Pacífic, a la darreria del segle xviii. El segon any de l'expedició La Pérouse va enviar Barthélemy com missatger a França per tal d'informar el rei Lluis XV sobre el viatge, abans de la desaparició de la tripulació el 1788. Posteriorment va ser ennoblit pel rei Lluís XVI.
També el seu pare, Mathieu de Lesseps, formava part del cos consular i va ser nomenat comte per Napoleó Bonaparte. Va ocupar diversos càrrecs a Espanya, el Marroc, Líbia i Egipte, on va esdeveir Comissari General. Va ser especialment destacat el seu paper en suport de Muhàmmad Alí Paixà, que es convertiria en governant d'Egipte i que representaria un gran suport per als interessos francesos a la regió durant les dècades posteriors. La seva mare tenia orígens flamencs, però estava emparentada amb la noblesa espanyola, i era tieta d'Eugènia de Montijo, futura emperadriu consort de França.
De ben menut va viure a Roma, on el seu pare estava destinat. De retorn a França, va cursar estudis a París i a Amiens i s'enrolà a l'exèrcit entre els 18 i 20 anys. S'especialitzà en diplomàcia comercial.

## Carrera diplomàtica
El 1825, amb només vint anys, va començar la seva carrera com a vicecònsol a Lisboa per encàrrec del seu oncle Barthélemy de Lesseps, que era Chargé d'affaires de França, un funcionari d'alt nivell dins la representació, encarregat de substituir el cap de la missió en absència seva. El 1828 es traslladà a Tunis, com a assistent del seu pare que era el Chargé d'affaires francès a la ciutat. Allà es distingí en missions especials derivades de la conquesta francesa d'Algèria.
El 1832 fou nomenat vicecònsol a Alexandria i l'any següent al Caire. Egipte en aquella època era un país en vies de modernització sota l'auspici de les potències europees, especialment franceses, que hi construïren gran quantitat d'infraestructures. El 1835 tornà a Alexandria, ara promogut a cònsol, càrrec que desenvoluparia fins al 1837. Durant aquesta estada al país començà a estudiar per primer cop la idea de construir un canal a Suez que enllacés la mar Mediterrània i la Mar Roja per tal de facilitar el transport marítim global. Durant aquest temps també prestà el seu ajut a Egipte amb motiu d'una epidèmia de pesta a Alexandria (1834-35) i s'encarregà de l'educació de Mehmet Said, el fill del governant Muhàmmad Alí Paixà que arribaria a ser Valí d'Egipte i amb el qual desenvoluparia una sòlida amistat que els portaria a unir els seus destins més endavant amb motiu dels seus negocis, teixint diversos contactes polítics i financers.
En tornar d'Egipte es va casar amb Agathe Delamalle, la filla d'un fiscal d'Angers, amb qui va tenir cinc fills abans que ella morís el 1853. L'any 1839 serà traslladat en missió diplomàtica a Rotterdam i el 1841 a Màlaga.
El 1842 és nomenat cònsol de França a Barcelona, on restarà sis anys. A la ciutat hi havia aldarulls a causa de la política fiscal del govern i d'una lleva forçada, i el 3 de desembre d'aquell any Barcelona patiria el bombardeig de 1842 des del castell de Montjuïc per ordre del regent, el general Espartero, i seria brutalment ocupada per l'exèrcit, el que va provocar nombroses víctimes. Lesseps organitzà l'assistència a la colònia francesa, però quan s'adonà de la magnitud del desastre la feu extensiva a tothom que ho necessités. Tot valent-se de la seva condició de diplomàtic, s'entrevistà amb el cap de les forces repressores (el general Van Halen) i aconseguí que s'aturessin els bombardejos, que fossin alliberats nombrosos detinguts i que s'esmorteís la multa que hom pensava imposar a la ciutat. Aquestes actuacions motivaren que anys després (1895) Barcelona li dediqués una de les seves places més grans i emblemàtiques, la que encara porta el seu nom prop de la torre on vivia en aquella època i que aleshores s'anomenava Plaça dels Josepets. Ferdinand de Lesseps va ser soci de la Societat Econòmica Barcelonesa d'Amics del País.
L'any 1848 fou ascendit a ambaixador i fou destinat primer a Madrid i poc després a Roma, durant l'efímera República Romana (1849-50), en ple procés de Reunificació italiana. En aquell context el papa Pius IX havia hagut de fugir al Regne de les Dues Sicílies i havia demanat ajut a diferents potències europees perquè el restituïssin. Atès que França mantenia influència política en diversos estats italians, havia enviat l'exèrcit per fer front a les revoltes. Mentre Lesseps negociava una sortida pactada a la crisi, l'elecció com a president de Louis Bonaparte (el futur emperador Napoleó III) canvià les directrius polítiques franceses i el poder dels Estats Pontificis fou finalment restituït a Pius IX després que l'exèrcit francès assetgés i envaís Roma. Lesseps va ser cridat a consultes i es va desacreditar la seva conducta sense deixar que s'expliqués, motiu pel qual la seva carrera diplomàtica finalitzarà de forma abrupta i no tornarà a ocupar mai més un càrrec públic.

## Canal de Suez

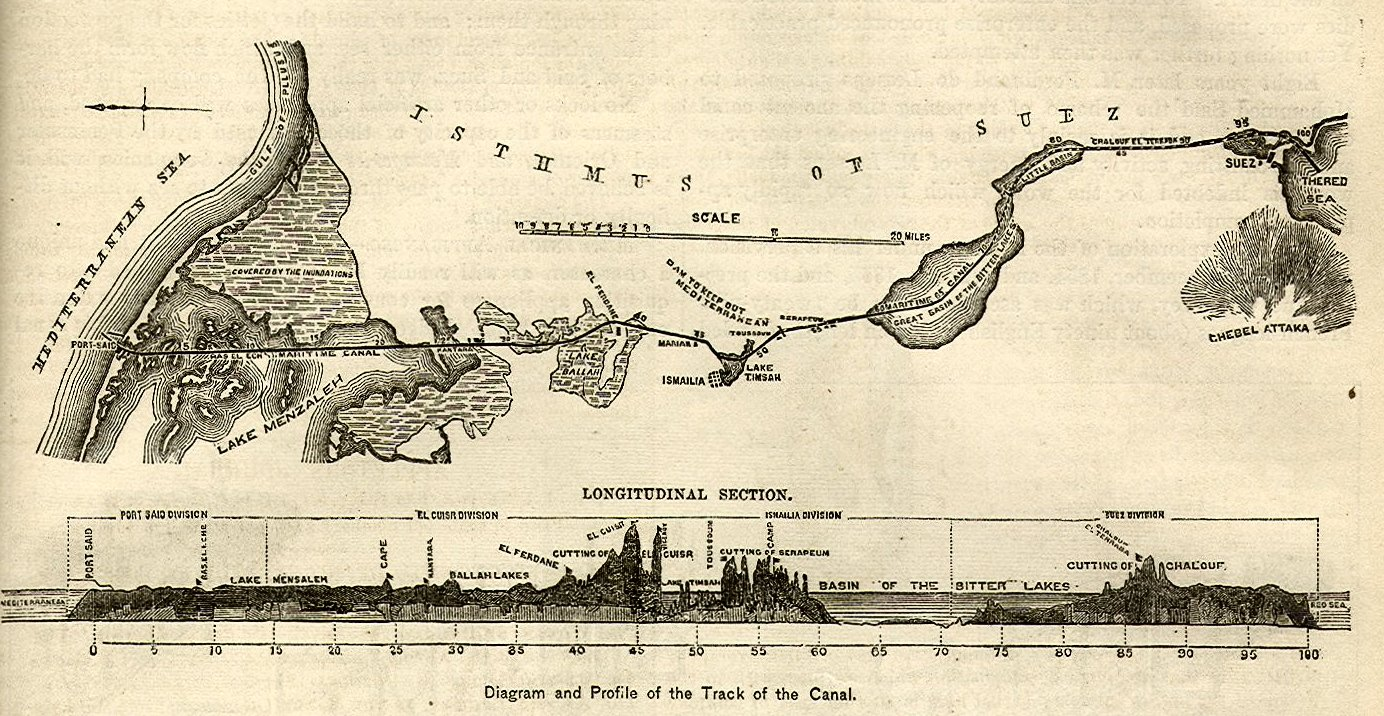
Diagrama i secció longitudinal del Canal de Suez publicat a lAppleton's Magazine el 1869

### Preludi
Després del fracàs de la carrera diplomàtica, Lesseps torna a França i, amb el suport econòmic de la seva sogra, es converteix en productor agrícola i compra una propietat a la Chênaie al Departament d'Indre. La casa havia estat propietat d'Agnès Sorel, amant del rei Carles VII de França durant el segle xv però necessitava una restauració, tasca a la qual es dedicà per complet.
Durant aquests dies, Lesseps podia rellegir els documents que guardava del seu temps de diplomàtic a Alexandria. Entre aquests destaquen els primers estudis fets per J.M. Le Père a l'Istme de Suez el 1799 a petició de l'administració de Napoleó Bonaparte quan hom ja imaginava la importància estratègica d'aquest canal. També disposava dels estudis del francès Louis Maurice Adolphe Linant de Bellefonds, que va ser enginyer en cap d'obres públiques a Egipte i que el 1847 ja va presentar un projecte per a un Canal dels Dos Mars. La idea d'unir els dos mars no era nova, i ja en l'antic Egipte existia l'anomenat Canal dels Faraons que comunicava el Delta del Nil amb el Mar Roig i que va ser tancat i abandonat durant el segle viii per motius militars. Lesseps va comptar amb el suport d'un grup de seguidors del filòsof Henri de Saint-Simon, amb el reformador Prosper Enfantin al capdavant, que van fundar un centre d'estudis tècnics que s'especialitzaria a promoure la construcció del canal, tot ressaltant els avantatges que portaria per al comerç marítim.

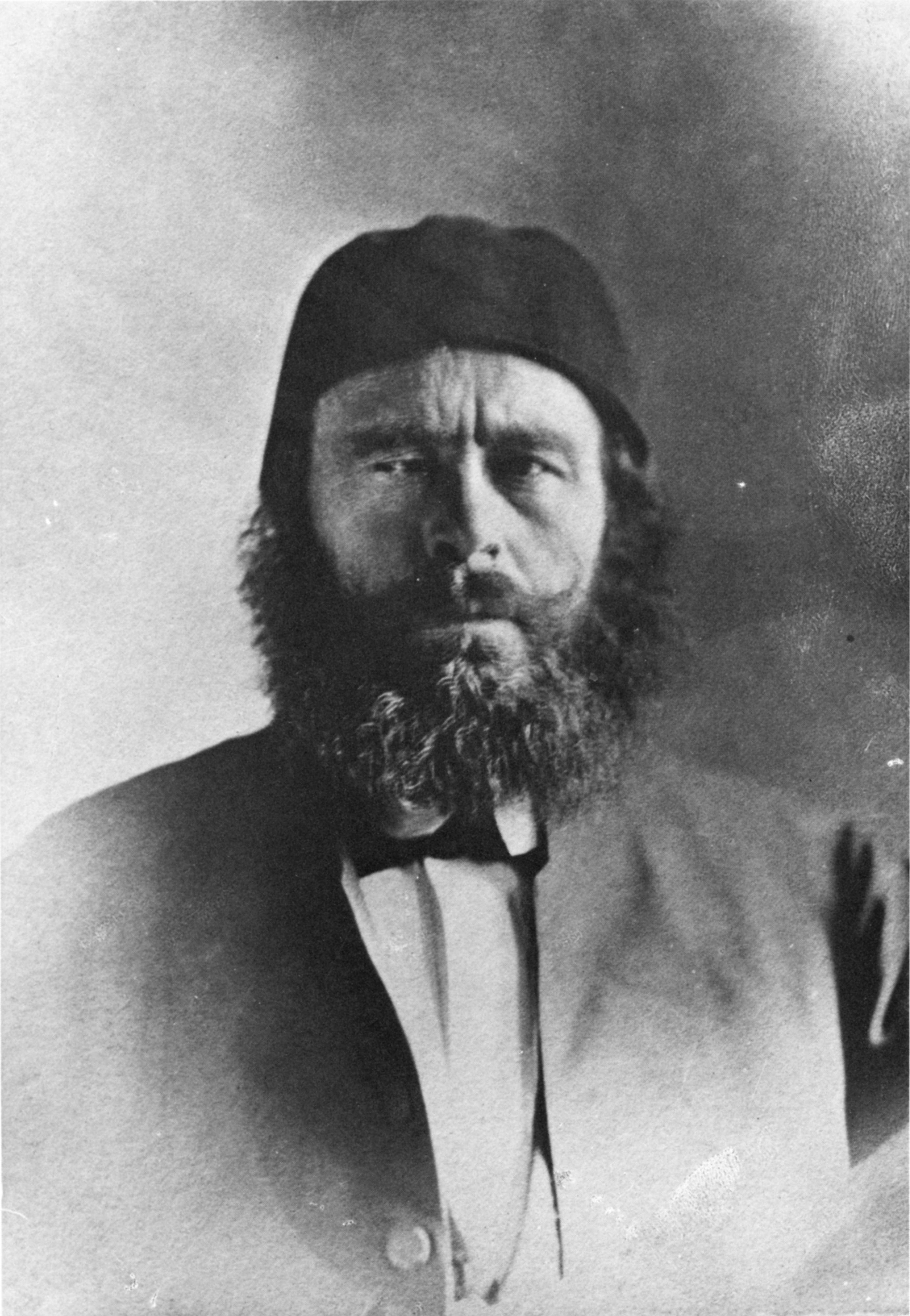
Muhàmmad Said fotografiat per Nadar (1855)

Ja el 1852 va enviar sense èxit una memòria del projecte al Paixà Abbàs I, fill de Mehmet. No obstant això, 1854 el seu íntim amic Muhàmmad Said fou nomenat valí a la mort del seu germà i va convidar-lo a trobar-se a Alexandria. El 7 de novembre d'aquell mateix any es van reprendre les negociacions pel projecte. Aquest es trobava madur en termes tècnics però li mancava suport polític i financer. Ja el 30 de novembre Said va firmar una senzilla acta de concessió oficial de dotze articles en un to molt amistós, en la que se l'autoritza a:
| «                                                              | ... constituir una empresa formada per capitalistes de tots els països, acceptant les combinacions se'ns presentin, i li donem per la present, l'autoritat exclusiva per establir i administrar una empresa universal per a la perforació de l'istme de Suez i l'explotació d'un canal entre els dos mars. | » |
| — Acta de Concessió del Canal de Suez. 30 de novembre de 1854. | |   |

Dos enginyers francesos, Liliant de Bellefonds i Mougel Bey van dissenyar el projecte final que va ser esmenat i finalment i aprovat per una comissió internacional. Amb el patrocini dels governs francès i egipci, que en subscrigueren una bona part, aconseguí un capital de dos-cents milions de francs i fundà i presidí la Compagnie Universelle du Canal Maritime de Suez, la qual treballà en l'obra durant deu anys.

### El projecte
La companyia tindria el nom de Companyia Universal del Canal Marítim de Suez i Lesseps en seria el seu primer director. Altres punts que tractava l'acta preveien la construcció d'un o dos ports al canal, que el govern egipci tindria la potestat de triar al director de la companyia i de rebre el 15% dels ingressos nets, i que la concessió tindria una durada de noranta-nou anys a partir de l'obertura del canal. No obstant això, per ratificar plenament l'acta, calia comptar amb l'aprovació del sultà de l'Imperi Otomà, Abdülmecit, ja que Egipte era en aquell moment una nació vassalla d'aquest imperi. A partir d'aquest punt, l'Imperi Britànic va protestar per la celeritat de l'assumpte, així que, per pressions de l'ambaixador anglès als otomans, el sultà no va donar una resposta definitiva.
Lesseps va haver de negociar així acords addicionals per tal de satisfer d'alguna manera als britànics, que també estaven interessats a obtenir el control d'una ruta marítima més fiable cap a les seves colònies a l'Àsia, sobretot a l'Índia. No va ser doncs fins al 1858 que es va poder obtenir l'aprovació definitiva tant del sultà otomà com del paixà Said, i el 5 de novembre es constitueix oficialment la companyia, amb domicili social a Alexandria i la seu administrativa a París. Posteriorment es va obrir la subscripció per a la construcció oficial del Canal de Suez, i finalment el 25 d'abril de 1859, es va donar simbòlicament el primer cop de pic per iniciar els treballs de construcció.

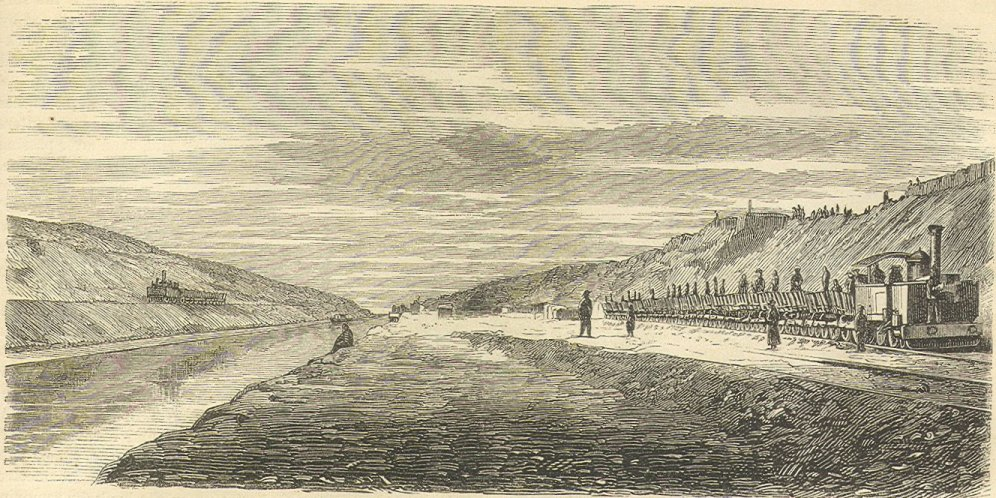
Gravat de la construcció del canal a l'altura d'El Guisr publicat a lAppleton's Magazine el 1869

Amb el suport incondicional del paixà Said, el govern egipci va subministrar mà d'obra consistent en 20.000 homes, part dels quals de forma forçosa, que van fer progressar l'obra a bon ritme. No obstant això, durant els primers mesos, la construcció seguia amenaçada per la pressió dels britànics i dels turcs otomans. La situació s'aguditza l'octubre de 1859, quan Ferdinand va haver d'acudir davant de l'emperador Napoleó III per demanar-li reduir l'ajuda del govern francès, per evitar enemistar-se amb els britànics, encara que això comportés un ritme més lent en la construcció del canal.
Per afegir encara més dificultats, el gener de 1863 mor Said, deixant un enorme buit en el suport amistós del govern egipci, tant cap a Ferdinand com cap a la companyia del canal. Ara el nou governant, Ismaïl Paixà, tot i que donava suport al projecte, no donava les mateixes garanties que el seu predecessor. Addicionalment altres assumptes interns, van fer prendre a l'emperador francès la decisió de suprimir el treball obligatori per als obrers egipcis. També es va haver de tornar el terreny de la companyia, que sumava uns 150.000 acres, al govern egipci malgrat que estava estipulat en l'acta de concessió. Com a compensació, la companyia rebria 84 milions de francs i l'acceptació legal de la concessió original. Tot això tenia com a objectiu paralitzar completament les obres, un desig que els britànics estaven aconseguint amb la pressió al sultà otomà i al nou paixà egipci.
No obstant això, amb l'ajut dels enginyers francesos, es van modernitzar els mètodes des treball, construint màquines de vapor, dragues i excavadores que ajudarien en les obres; de manera que ja no seria necessari aconseguir una gran quantitat de mà d'obra local i es reduïa considerablement el treball de pic i pala. A més es va aconseguir reclutar 15.000 nous treballadors de diversos llocs com França, Itàlia, Dalmàcia, Síria i Aràbia, que ajudarien a reprendre les obres durant l'agost de 1866. Amb aquesta ajuda es va poder accelerar el projecte i finalment el 30 d'octubre de 1869 s'unirien les aigües d'ambdós mars just en el Gran Llac Amarg, a la meitat del camí. Ferdinand va navegar els 195 km del canal entre Port Saïd (batejat en honor del seu amic) fins a la ciutat de Suez en 15 hores.

### Inauguració
El canal fou inaugurat el 17 de novembre de 1869 amb un cost que doblava l'estimat inicialment. Es van preparar festes i celebracions amb convidats destacats de diversos indrets del món. Hi assistiren, entre altres membres de la reialesa, l'Emperadriu consort de França, Eugènia de Montijo (emparentada amb Lesseps), l'Emperador d'Austria Francesc Josep I i el Príncep de Gal·les, el futur Eduard VII. Tots es van reunir en un sopar a la recentment inaugurada ciutat d'Ismaïlia, a mig camí del recorregut.
També es va realitzar una desfilada naval, encapçalada pel vaixell imperial L'Aigle, i presidida per l'Emperadriu Eugènia amb sis mil convidats. La companyia del canal va pagar totes les despeses d'aquesta cerimònia. Addicionalment s'hi havia construït un teatre especialment per a la representació de l'obra Aida de Giuseppe Verdi, escrita per encàrrec d'Ismaïl, i que va ser presentada al Caire dos anys després. El mateix Verdi havia rebutjat poc abans escriure una peça especial per a commemorar l'obertura del canal.

## Honors i nous projectes
Lesseps, immensament ric, fou condecorat i rebé tot tipus d'homenatges i guardons tant a França, on era considerat un heroi nacional, com a tot Europa. Va rebre de l'Emperador Napoleó III la Gran Creu de la Legió d'Honor i arreu se'l lloà com a fomentador del progrés. Malgrat que fins aleshores havia estat allunyat de la política, el 1869 el govern imperial, que volia aprofitar-se de la seva bona reputació, el va instar a presentar-se al Cos Legislatiu de Marsella. Finalment decidirà renunciar-hi a favor de Léon Gambetta i declinarà oferiments similars per concórrer al Senat el 1876 i a la Cambra de Representants el 1877.
El novembre de 1869, quan ja tenia més de seixanta anys es va tornar a casar amb una jove de només vint, Hélène Aubard de Bragade, nascuda a l'illa de Maurici amb qui va tenir sis fills i sis filles, nascuts entre 1870 i 1885. Dos, Ismaël i Bertrand, van participar en els Jocs Olímpics de 1908 en la disciplina d'esgrima, el seu germà menor Jacques va ser un pioner de l'aviació que va servir en la Primera Guerra Mundial i va esdeveir cavaller de la Legió d'Honor.
Durant aquesta etapa seguia pensant en altres grans empreses, com ara la perforació d'un túnel sota el canal de la Mànega, una xarxa ferroviària que connectés tot Àsia des de Bombai fins a Pequín i una altra línia des de l'Atlàntic fins a l'Índic a través del desert del Sàhara. També prestà suport al geògraf François Élie Roudaire que pensava convertir el Desert del Sàhara en un gran mar interior per tal d'alterar el clima local i convertir-lo zona en cultivable. El 1873 va ser admès com a membre a l'Acadèmia de les Ciències Francesa.
El 1876 va esdevenir president del Comitè Nacional Francès de l'Associació Internacional Africana (AIA), que era a càrrec del rei Leopold II de Bèlgica i que tenia com a objectiu explorar el Regne del Congo per tal de «civilitzar-lo». Va enviar-hi l'explorador italo-francès Pierre Savorgnan de Brazza, que recorreria i després reclamaria per França la zona coneguda com el Congo Francès, actual República del Congo.

## Canal de Panamà

### El Congrés del Canal Interoceànic

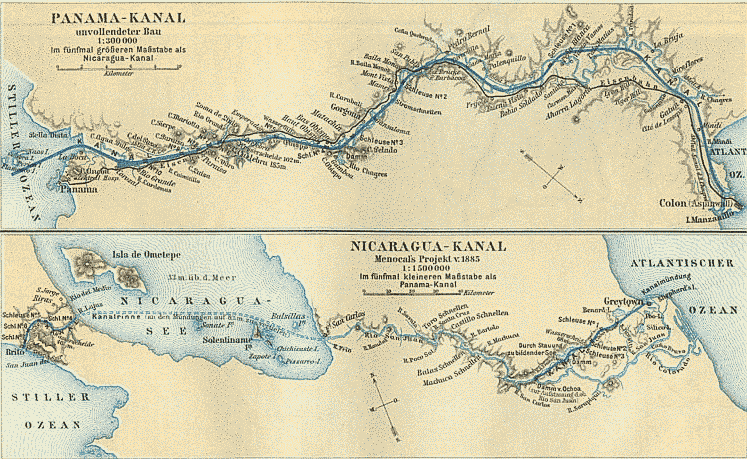
Imatge publicada a l'enciclopèdia Meyers Konversations-Lexikon el 1888 que mostra les rutes alternatives en la construcció d'un canal a Panamà i a Nicaragua. En canal francès que es va projectar era molt diferent a l'actual, sense llacs i a un sol nivell.

Animat per l'èxit i la fama que va obtenir amb la construcció i inauguració del Canal de Suez, Lesseps va decidir abordar un altre gran projecte d'acord amb les seves idees progressistes: la construcció d'un canal interoceànic que uniria els oceans Pacífic i Atlàntic. Ja des del segle xvi diversos països ere interessats a construir una via navegable per Centreamèrica, i durant aquesta època, els Estats Units i el Regne Unit se'n disputaven la idea, i estudiaven múltiples rutes alternatives per obtenir un clar avantatge comercial. Aquest procés va donar com a resultat dues rutes predefinides, una a través de Nicaragua i l'altra a través de Panamà (que durant aquesta època era un Estat Federal dels Estats Units de Colòmbia).
França, i en especial Lesseps, eren reticents en aquella època a construir el canal a Panamà i va decidir, mitjançant la Societat Civil del Canal Interoceànic, que ell mateix presidia, enviar l'oficial de la marina Lucien Napoléon Bonaparte-Wyse el 1876 a l'istme de Panamà per tal d'examinar si l'obra era factible. Addicionalment el 1877, una comissió de la Societat Geogràfica de París presidida per Armand Reclus fa noves avaluacions tècniques per al projecte. Veient les bones condicions per construir un canal a Panamà, Wyse va anar a Bogotà a sol·licitar la construcció de la via i el 18 de maig de 1878 es va signar el contracte Salgar-Wyse, en el qual Colòmbia va autoritzar a França a construir aquest projecte i a explotar-lo durant 99 anys.
El 15 de maig de 1879 es reuneix a París el Congrés Internacional d'Estudis del Canal Interoceànic, amb la presència de 136 delegats de 23 països, encara que més de la meitat eren francesos. Aquest congrés va ser presidit per Lesseps i va tenir com a objectiu determinar la millor ruta i el millor projecte interoceànic entre l'istme de Tehuantepec, a Mèxic; fins al Golf d'Urabá, a Panamá.
Al congrés es van conformar diverses comissions que havien d'analitzar diferents aspectes del problema i presentar  conclusions i recomanacions. La més important va ser la Comissió Tècnica integrada pel mateix Ferdinand de Lesseps, Gustave Eiffel (que pocs anys després construiria la Torre Eiffel), Thomas Selfridge o Pedro J. Sosa (únic representant panameny), entre d'altres. Hi va haver sessions molt dificultoses i múltiples discussions sobre les diferents rutes. Una de les més destacades va ser la proposta de Adolphe Godin de Lépinay, baró de Brusly, un enginyer francès que va tractar de convèncer Lesseps de construir el Canal de Panamà, represant el riu Chagres, incloent-hi la construcció de rescloses i d'un llac artificial, força similar a com és el canal actualment. Va intentar fer-li entendre que no podria repetir la mateixa fórmula del canal de Suez pel fet que la topografia d'ambdues puntes era molt diferent, però, a causa de la influència de Lesseps, la comissió va rebutjar rotundament aquesta idea, ja que, segons ell, la millor forma de procedir era de construir un canal a nivell.
El 28 maig de 1879 la comissió va concloure que la via interoceànica havia d'enllaçar la Bahía Limón i la Badia de Panamà (tal com ho fa actualment), amb un canal a nivell; aquesta decisió va ser ratificada pel ple del Congrés, amb l'abstenció dels nord-americans; que argumentaven que aquest model era la voluntat del mateix Lesseps que ja tenia decidida abans del congrés i que en tot cas era el projecte que prevaldria. És així que, amb el beneplàcit d'aquells que l'aclamaven com a heroi nacional de França va decidir fixar la direcció del nou projecte.

### Inici de l'obra

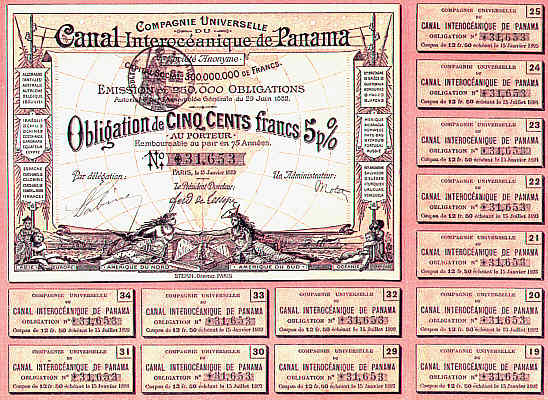
Obligacions de 500 francs emeses per la Companyia del Canal Interoceànic el 1883 amb l'objectiu de finançar l'obra

El 5 de juliol, Lesseps compra els drets del Contracte Salgar-Wyse i el 8 de juliol es dipositen els estatuts de la Companyia Universal del Canal Interoceànic del Panamà. Poc després va emetre els capitals de la companyia, i tenia planejat recol·lectar 400 milions de francs entre els francesos, adquirits en forma d'accions que havien de ser pagades en termes molt favorables, però només va poder-ne reunir 300. Malgrat això va prosseguir amb el projecte.
Per tal de demostrar la confiança del projecte als francesos i oposar-se a les crítiques dels que deien que el projecte no acabaria per la dificultat del clima, la humitat i les malalties, es va conformar un comitè de tècnics i empresaris, liderats pel mateix Lesseps. Juntament amb la seva esposa i tres dels seus fills va salpar des de Saint-Nazaire amb destinació a Panamà el 8 de desembre de 1879 on van arribar el dia 30, i començar simbòlicament la construcció del canal.
Ferdinande, una de les seves filles, va fer la primera palada a la desembocadura de Río Grande el primer dia de l'any 1880.

### La crisi
Després d'una curta estada a Panamà, Lesseps es dirigí a Nova York per tal de recaptar fons i suports per a l'obra. Hi va ser rebut amb calidesa per part de la població però no per les esferes polítiques. Des de 1823, els Estats Units cultivaven l'anomenada doctrina Monroe, segons la qual presentaven per sistema una forta oposició a les empreses estrangeres que operaven sobre territori americà. Els dirigents nord-americans reben Lesseps amb cortesia, però no li amaguen que s'oposaran per tots els mitjans possibles a la seva empresa. Fins a l'octubre de 1880 no es crearà formalment la Companyia Universal del Canal interoceànic que finançarà i dirigirà les obres. Charles de Lesseps, fill de Ferdinand, s'ocuparà de l'emissió del capital (300 milions de francs) que va tenir lloc el desembre de 1880.
Les obres, principiades el 1881, experimenten serioses dificultats climatològiques, a causa de les precipitacions abundants, geogràfiques, per la presència de la serralada dels Andes, i sanitàries, a causa de l'aparició de la febre groga i la malària.
L'esperit de sacrifici i la gran habilitat promocional que tenia Lesseps el van portar a viatjar de nou a Panamà el 1885, a l'avançada edat de vuitanta anys, per tal d'inculcar fe i entusiasme tant a treballadors com a inversors. La construcció es va assumir en molts casos com una qüestió d'estat, i França enviava treballadors qualificats a treballar a Panamà «a lluitar per l'honor de la pàtria» segons paraules de l'enginyer militar Phillipe Bunau-Varilla.
La dificultat més gran restava en la voladura de part de la serralada que travessa el continent, particularment el turó de la Culebra (altitud de 87 metres) plantejava un gran obstacle. El 1885 ja semblava clar que l'obra era inviable tal com estava plantejada, però Lesseps seguirà mantenint la idea de construir un canal a nivell com a Suez i trigarà dos anys a deixar-se persuadir que, a causa de l'orografia, la solució és un canal amb rescloses. A la fi de 1887 recorre a l'ajut de Gustave Eiffel per a construir les rescloses.
Durant l'any 1888 la construcció semblava anar millorant. Algunes àrees estaven acabades i quan eren a punt de començar la construcció de la primera de les deu rescloses, abruptament els diners es van acabar. Ja no quedava gaire fe en l'obra i la necessitat de mantenir una premsa inqüestionable a favor seu va portar els caps de l'obra a subornar amb grans sumes de diners periodistes i parlamentaris de l'època, per calmar els ànims dels francesos i no revelar les estadístiques de morts i malalts a l'empresa. Hi va haver altres problemes burocràtics i de gestió, com les duplicacions de contractes d'excavació, la desídia per part d'alguns contractistes i empleats, els grans salaris i una sèrie de despeses excessives de luxe dels alts dirigents, juntament amb l'adquisició d'equips irrisoris o inadequats com cent excavadores de neu modificades per recollir cendres. En general s'esmenta una corrupció generalitzada a tots els nivells de gestió i per alguns proveïdors, com en el cas dels subministradors de carbó, que el van arribar a cobrar per duplicat, mitjançant la manipulació de les entregues.
A causa de les altes i sovint innecessàries despeses ja des de l'estiu de 1885 s'anunciava a la premsa francesa que «es veuria el més terrible desastre financer del segle xix tret que es dugués a terme una reorganització total de la companyia». L'agost de 1885, la situació econòmica de la companyia reflectia una contínua baixa en el preu de les seves accions i el maig de 1886 es proposaria la creació d'una loteria amb els bons de la companyia. L'abril de 1888 es realitzaria el sorteig amb l'aprovació de la Cambra de Diputats de França, on diversos membres ja havien estat subornats. Tanmateix, amb això no va hi haver prou per aturar la crisi.
Per culpa de tots aquests contratemps la situació financera es farà insostenible i finalment s'acabarà amb la liquidació de la companyia el 4 de febrer de 1889, el que va ocasionar un escàndol de grans proporcions.

## Estàtua de la Llibertat
Com a president de la Unió Franco-Americana, Lesseps va tenir el privilegi de fer l'entrega formal de l'Estàtua de la Llibertat a les autoritats nord-americanes en un banquet el 4 de juliol de 1884 davant de l'ambaixador americà Levi P. Morton. Ho va fer amb les següents paraules:
| «                      | Aquest és el resultat de l'entusiasme dedicat, la intel·ligència i els més nobles sentiments que poden inspirar als homes. És gran en la seva concepció, gran en l'execució, gran en les proporcions i esperem que contribuirà, pel seu valor moral, a les memòries i simpaties en les que busca perpetuar-se. Avui us fem entrega, senyor ambaixador, d'aquesta gran estàtua i esperem que per sempre representi la promesa d'amistat entre França i la Gran República dels Estats Units. | » |
| — Ferdinand de Lesseps | |   |

## L'escàndol de Panamà

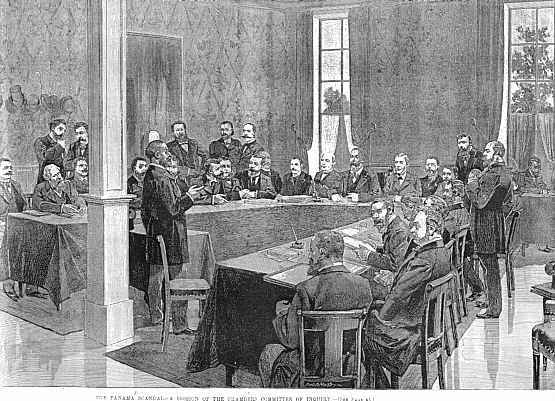
Sessió dels judicis de l'«Escàndol de Panamà» dut a terme a París contra Ferdinand de Lesseps i la seva Companyia del Canal Interoceànic (1891).

La gravíssima situació patrimonial per la fallida de la companyia, va conduir a la pitjor crisi financera de la Tercera República Francesa que va provocar no només la pèrdua dels estalvis de molts francesos, sinó una decepció total pel que feia a la imatge de Lesseps, que desvelava el seu paper deshonest en el projecte del Canal de Panamà. També va suposar una ferida en l'orgull dels francesos que s'havien vist incapaços d'acabar aquest projecte davant l'atenta mirada de la resta del món.
Així, el 1891 s'interposa una demanda de frau i abús de confiança contra Ferdinand de Lesseps i la resta dels membres de la companyia, coneguda com l'«Escàndol de Panamà».
Se'ls acusava del següent:
- Mala administració de l'obra
- Corrupció dins de la companyia i suborns a periodistes, polítics, etc.
- Malalties i alta mortalitat
- Despeses excessives i innecessàries
- Tossuderia i obstinació del mateix Lesseps en no canviar l'esquema del projecte, que només va reconsiderar pocs mesos abans de la fallida

A causa de la seva avançada edat, Lesseps no hauria de comparèixer en públic.
El 9 de febrer de 1893, el Tribunal d'Apel·lació de París condemna tant Ferdinand com el seu fill Charles, Gustave Eiffel i Charles Baïhaut, exministre d'obres públiques de França a penes de fins a cinc anys de presó i 3.000 francs de multa. No obstant això, per l'avançada edat de Lesseps, no se li aplicà la pena de presó. El 15 de juny del mateix any, el Tribunal de Cassació va anul·lar decisió del Tribunal d'Apel·lació i deixa en llibertat els Lesseps i Eiffel. Simultàniament Charles de Lesseps va ser encausat en un segon judici el març de 1893, en el qual l'Audiència Criminal el sentencià a un any de presó, però va ser alliberat al cap de sis mesos.
El 1892, Edouard Drumont, un periodista antisemita, aprofità l'escàndol per tal de denunciar a diversos empresaris jueus que participaven en el projecte, en un clar precedent de l'Afer Dreyfus de 1894. Es va acusar diversos personatges, com el químic Alfred Joseph Naquet i 104 legisladors francesos per presumpta corrupció.

## Mort i llegat

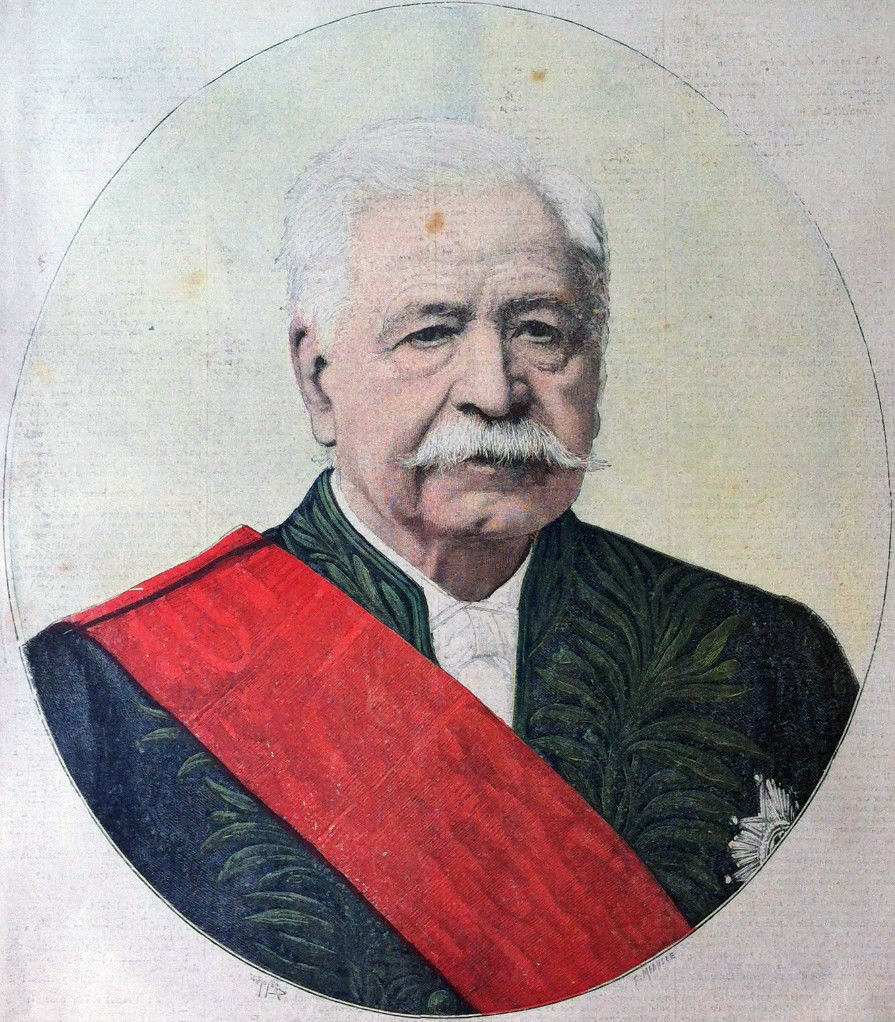
Retrat de Ferdinand de Lesseps en el seu obituari a Le Petit Journal el 16 de desembre de 1894.

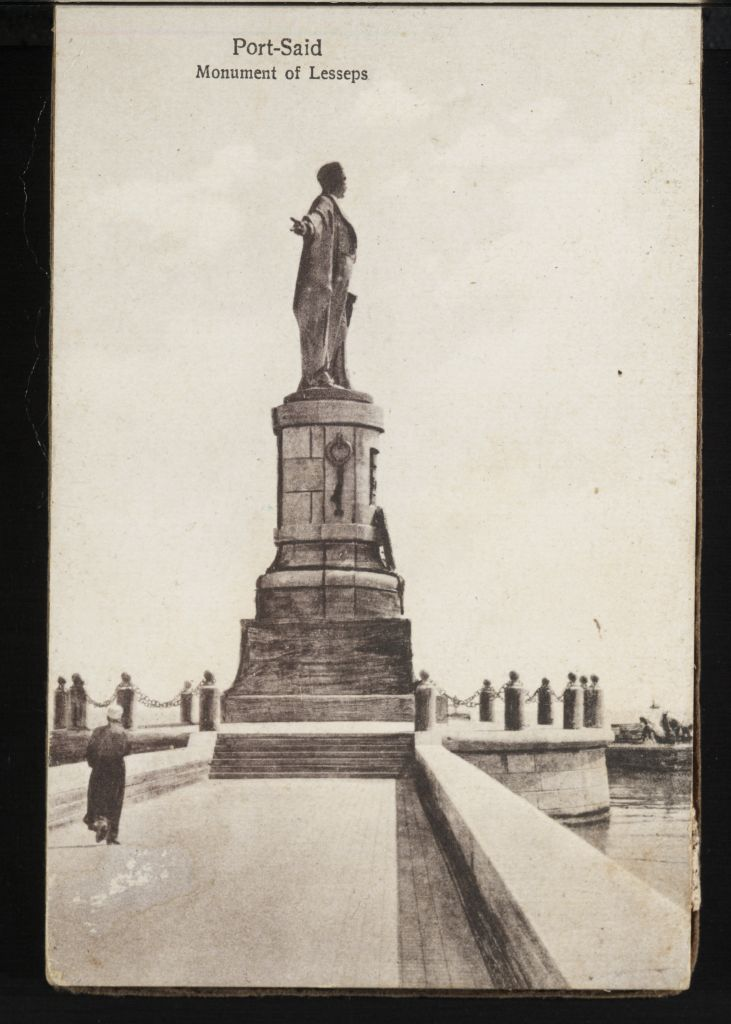
Estàtua de Lesseps en la seva ubicació original a l'entrada del Canal de Suez, abans que fos traslladada.

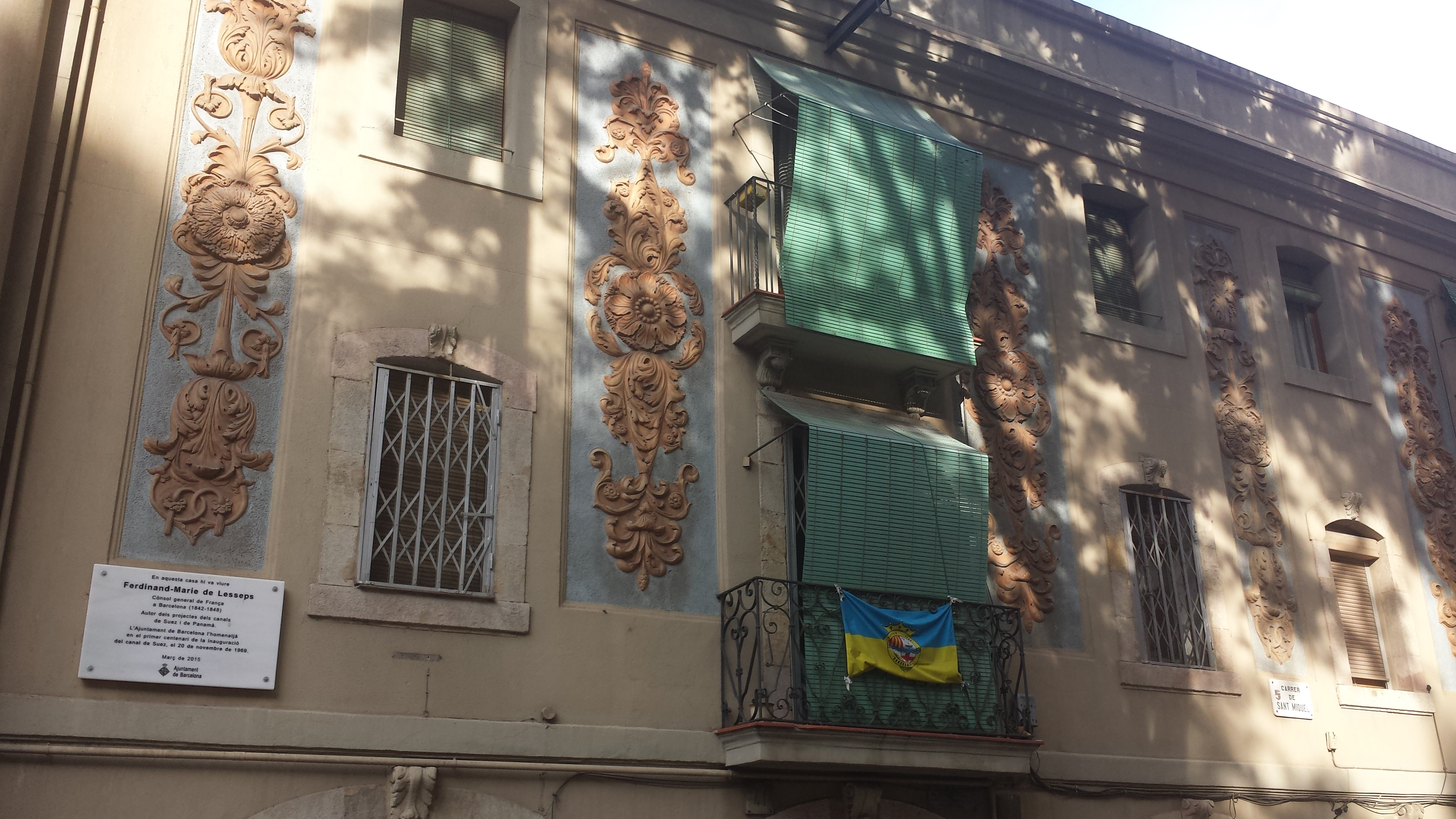
Casa on va viure Lesseps al carrer de Sant Miquel, al barri de la Barceloneta amb una placa commemorativa

Després del judici al qual es va haver d'enfrontar, no se'n va saber gran cosa més. En els últims mesos de la seva vida el seu estat mental era molt pobre i no era al corrent de què passava a l'exterior tancat com s'estava a la seva casa a La Chênaie juntament amb la família. Moriria a l'edat de 89 anys, el 7 de desembre de 1894, a la residència familiar i se li va donar un funeral amb honors. Les dues obres magnes que configuren el seu llegat van ser indispensables en la seva època i encara ho són en l'actualitat.
Pel que fa al Canal de Suez, el 25 de novembre de 1875 el Regne Unit compraria les accions al govern egipci, que tenia un deute extern descontrolat, i així els britànics es convertirien en accionistes del 44% de la Companyia per prendre'n posteriorment el control absolut el 1882, tot i que Lesseps encara en seguiria sent el president fins a la seva mort. Mitjançant la convenció de Constantinoble el 1888 es va tractar d'internacionalitzar l'ús del canal i garantir-ne el trànsit tant en temps de pau com de guerra. Malgrat això, per la seva situació, va ser una zona en conflicte durant gran part del segle xx. El 1915 durant la Primera Guerra Mundial va ser atacat sense èxit per forces otomanes i alemanyes que pretenien trencar el bloqueig britànic, i va tornar sota control egipci el 1936 amb un contingent defensiu britànic que no es va retirar completament fins al 1956. Aquell mateix any es va desencadenar l'anomenada Crisi de Suez quan Egipte va nacionalitzar la Companyia, i el Regne Unit, França i Israel s'hi van enfrontar militarment, motiu pel qual el canal va estar tancat fins a l'abril de 1957. Novament seria bloquejat pel govern egipci entre 1967 i 1975 després de la Guerra dels Sis Dies que Egipte, al capdavant d'una coalició àrab, va perdre contra Israel. Des de 1975 el canal ha estat obert ininterrompudament al pas dels vaixells. El conglomerat de la Companyia que encara tenien els francesos, va patir una sèrie de fusions amb diverses empreses i es convertiria en la multinacional Suez el 1997.
En el cas de Panamà, França encara estava interessada a continuar l'obra malgrat el desastre. El 1893 s'estén el contracte Salgar-Wyse per 10 anys més i el 20 d'octubre de 1894 es fundaria la Nova Companyia del Canal Interoceànic, que estaria en mans de Phillipe Bunau-Vareta i que tenia com a objectiu reactivar les obres del Canal de Panamà i recuperar els fons perduts. La Nova Companyia del Canal Interoceànic va intentar, en la mesura del possible, prosseguir amb un capital reduït de 12 milions de dòlars, amb un gran escepticisme per part dels inversors francesos, l'absència de cap ajut per part del govern francès i una ciutadania que havia perdut la fe en l'empresa. Es van reiniciar els treballs el 9 de desembre de 1894, dos dies després de la mort de Lesseps, amb una força laboral inicial de només 700 treballadors. Entre 1896 i 1898, una comissió tècnica va avaluar un projecte detallat amb vuit rescloses, però el 1898 la companyia no rebia suficients fons i havia perdut la meitat del seu capital. La posterior Guerra dels Mil Dies que assolaria Panamà entre 1899 i 1902, paralitzant novament les obres, faria prendre la decisió a la Companyia de vendre totes les seves accions als Estats Units, que feia molt temps que en desitjaven el control per obtenir una ruta més ràpida entre les seves dues costes.
Així, amb la subseqüent independència del Panamà de Colòmbia el 3 de novembre de 1903, el Tractat Hay-Bunau Varilla del mateix any, i la compra de la Companyia per part dels Estats Units per 40 milions de dòlars el febrer de 1904, incloent-hi l'aval del Ferrocarril de Panamà, es donaria el relleu de les obres dels francesos cap als nord-americans, que acabarien el projecte 10 anys després, el 15 d'agost de 1914. Malgrat que en aquesta ocasió el seu projecte va tenir un eventual fracàs, va ser important en diversos aspectes, ja que van deixar maquinària que va poder ser reutilitzada, bones instal·lacions mèdiques, algunes excavacions importants, més de 30 milions de metres cúbics de terra transportats i, sobretot, una sèrie d'errors que van ser molt ben aprofitats pels nord-americans. El cost humà però va ser enorme, i a causa d'accidents i malalties es van arribar a comptabilitzar entre 20.000 i 22.000 treballadors morts.
El 1899 s'erigí una estàtua de Lesseps de més de deu metres de bronze a l'entrada del Canal de Suez per tal de commemorar la seva contribució a l'empresa. L'estàtua representava Lesseps de cos sencer amb el braç estès donant la benvinguda als visitants que creuaven el canal. Va ser destruïda amb dinamita el 1956 durant la Crisi de Suez i posteriorment reconstruïda i reubicada en un petit jardí a Port Fuad.
El 1938 s'estrenà la pel·lícula Suez, basada en la història de la construcció del Canal de Suez, on Tyrone Power fa el paper de Lesseps. També s'han posat en la seva pell els actors Manuel Soto en un film sobre Eugènia de Montijo (1944) així com Guy Marchand i John Walters en diversos films documentals.
La plaça de Lesseps de Barcelona és actualment una de les més importants i emblemàtiques de la ciutat i ha estat subjecta a diverses remodelacions i reurbanitzacions durant el segle xx, inclosa una estació de metro amb el mateix nom. El 1969 amb motiu del centenari de la inauguració del Canal de Suez, l'Ajuntament de Barcelona va inaugurar una placa al carrer de Sant Miquel 41, al lloc on Lesseps va viure durant part de la seva estada a Barcelona com a cònsol. L'any 2005 el Museu Marítim de Barcelona acollí l'exposició Ferdinand de Lesseps, entre Terra i Mar en la qual es reflectia la seva important relació amb Barcelona.

### Obres pròpies
- Lesseps, Ferdinand de. Lettres, journal et documents pour servir à l'histoire du canal de Suez.  Didier, 1875-80.
- Lesseps, Ferdinand de. Souvenirs de quarante ans.  Nouvelle Revue, 1887.

### Altres
- Barnett Smith, G. The Life and Enterprises of Ferdinand de Lesseps, 1893.
- Edgar-Bonnet, Georges. Ferdinand de Lesseps: après Suez: Le Pionnier de Panama.  Londres: Plon, 1959.
- de Diesbach, Ghislain. Ferdinand de Lesseps.  Londres: Perrin, 1998.
- Heimermann, Benoît. Suez et Panama, la fabuleuse épopée de Ferdinand de Lesseps.  Arthaud, 1996.
- Paluel-Marmont, Lesseps, le perceur d'isthmes. {{{títol}}}.  Mame à Tours, 1946.